# Matteo Procopio
Matteo Procopio (Savoca, 10 april 1753 – aldaar, 11 april 1811) was een uit het koninkrijk Sicilië afkomstig filoloog, medicus en Rooms priester. Hij was bijna twintig jaren docent Italiaans in de Hohe Karlsschule in Stuttgart, in het hertogdom Württemberg.

## Levensloop
In het dorp Savoca, nabij de Siciliaanse havenstad Messina, werd Procopio geboren. Zijn ouders Marcello Procopio en Anna Vinci waren grootgrondbezitters. Hij leerde Latijn en literatuur bij Antonino Puliatti (1725-1805), de pastoor van Savoca. Nadat hij tot priester was gewijd in Messina vertrok Procopio naar de universiteit van Napels Federico II, waar hij afstudeerde tot medicus. Met zijn literaire en wetenschappelijke kennis zocht hij contacten met wetenschappelijke genootschappen in verschillende steden: Rome, Florence, Bologna en Milaan.
Circa 1770 reisde hij door naar Wenen. Hij was de eerste die de gedichten van Salomon Gessner (1730-1788) van het Duits naar het Italiaans vertaalde; Gessner was een Duitstalige Zwitsers die in zijn tijd bekend was om zijn lyrische dichtkunst. Nog in Wenen publiceerde hij drie grammatica’s: een in het Italiaans, een in het Frans en een in het Duits.
In 1782 benoemde de Hohe Karlsschule hem tot docent Italiaanse taal en literatuur. Deze elitaire hogeschool in Stuttgart was gehuisvest in het Slot Solitude. In Stuttgart gaf hij zijn drie grammatica's opnieuw uit.
De Eerste Coalitieoorlog gevoerd tegen het revolutionaire Frankrijk, brak uit in 1792. In 1793 moest de Hohe Karlsschule tijdelijk sluiten wegens geldgebrek. De oorlog kostte het hertogdom Württemberg immers veel geld. Tijdens de Tweede Coalitieoorlog tegen Frankrijk, bezetten Napoleontische troepen het hertogdom (1799). Procopio trok zich terug in Sicilië, in het familiegoed in Savoca (1800). Hij hield er zich bezig met lezen en het beheer van de landerijen.
In 1811 overleed hij en werd hij begraven in het kapucijnenconvent van Savoca.

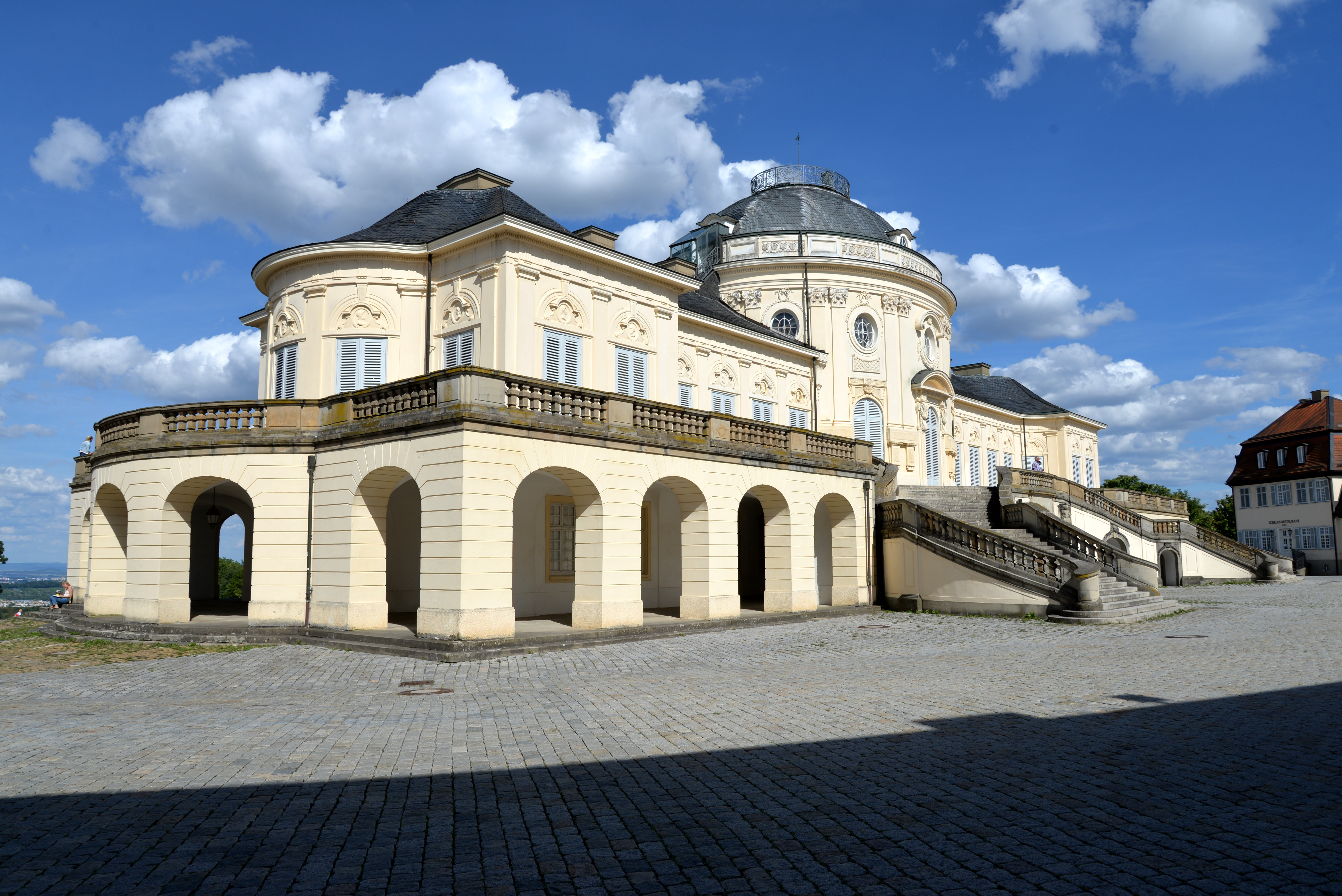
Slot Solitude, Stuttgart